# Budaházy György
Budaházy György (Budapest, 1969. június 3. –) magyar nemzeti radikális aktivista, a Hunnia mozgalom társalapítója. Végzettsége szerint gépészmérnök.

## Élete, családja
Id. Budaházy György és Haraszti Mária gyermekeként született. Kelenföldön, egy lakótelepen nevelkedett, ott végezte általános iskolai tanulmányait is. Középiskolába a budafoki Budai Nagy Antal Gimnáziumba járt, majd tanulmányait a BME-n folytatta: okleveles gépészmérnökként végzett. Szakdolgozatát „Az alumíniumkémény csőszerkezetek T-idomainak ellenállásáról” címmel készítette. 1992-ben fejezte be tanulmányait, de szakmájában nem dolgozott. A Budapesti Üzleti Akadémián gazdaságszervezői ismereteket szerzett.
Ezután nem sokkal a vendéglátóiparban, mint vállalkozó kezdett el tevékenykedni. Diósdra költözött, kereskedelemmel és hagyományőrzéssel foglalkozott.
1997-ben megnősült. Felesége Trencsányi Bernadett. Gyermekeik: Botond (1999), Boglárka (2001) és Villő (2006).

## Közéleti pályafutása
1990-ben kezdett érdeklődni a politika iránt, amikor is a taxisblokád idején többször fellépett az akkori jobboldali Antall-kormány ellen tüntető taxisokkal szemben. 1992-ben belépett az MDF-be, de ott pozíciót sohasem vállalt, és az 1990-es évek második felére gyakorlatilag kikopott a pártból. Közéleti szerepe 2001-ben kezdődött, amikor néhány társával Magyar Revíziós Mozgalom néven irredenta szervezetet alapított, és utcai figyelemfelhívó demonstrációkat szerveztek a trianoni békeszerződés ellen. Országosan ismertté a 2002-es „Erzsébet hídi blokád” tette, ahol a 2002-es választások szavazólapjainak megsemmisítése ellen demonstráltak. Innentől kezdve jellemzően a jelenkori politikai rendszer irányvonalával ellentétes oldalon találjuk, részt vett többek között a Magyarország európai uniós csatlakozását ellenző kampányban is. Ismert még a Szabadság téri szovjet emlékmű lebontásáért és a tér eredeti állapotának helyreállításáért folytatott harca is.
2006 őszétől, a balatonőszödi beszéd kiszivárgása nyomán kezdődő – az általa felkelésnek vagy „nemzeti ellenállás”-nak nevezett – tiltakozó demonstrációk emblematikus figurájává vált. 2006. szeptember 18-án – az MTV-székház ostroma közben – részt vett a Szabadság téri szovjet emlékmű vörös csillagos címerének eltávolításában. 2007 március 15-ig a rendőrség elől bujkált, de közben üzeneteket küldött hangfelvételeken vagy a médián keresztül, sőt néha demonstrációkon is megjelent. Házi őrizete alatt Toroczkai Lászlóval közösen 2007. április 21-én megalapították a Hunnia mozgalmat. Ezt követően szinte valamennyi „nemzeti radikálisok” által szervezett demonstráción vezérszónokként vett részt, a rendőrség lényegében minden demonstráció után megpróbált ellene valamilyen eljárást indítani (legismertebbek: a bujkálás alatt közzétett írásai kapcsán "alkotmányos rend erőszakos megdöntésének előkészülete" jogcímén, 2007. október 22-i Szabadság téri tüntetés után a "lakhelyelhagyási tilalom megszegése" jogcímén, 2008. április 11-én a Clark Ádám téren és október 23-án a Markó utcában "gyülekezési jog megsértése" jogcímén, 2009. március 15-én a Március 15. téren „hivatalos személy elleni erőszak” jogcímén)
2009-ben többek között ő robbantotta ki a sukorói kaszinó-botrányt, a Hunnia mozgalom által meghirdetett "Razzia" program keretében.
Továbbá állandó szereplője a LMBTQ mozgalom ellen tiltakozó demonstrációknak. A 2025 Budapest Pride-on részt vett de nem tiltakozott. A Partizán YouTube csatorna riporterét agresszívan félre lökve, utasította el az interjú lehetőséget.
A 2009-es EP választások után részt vett a „nemzeti radikális” oldal Ópusztaszeren megtartott csúcstalálkozóján, ahol jelen volt még Toroczkai László, Kiss Róbert, Tyirityán Zsolt és Vona Gábor is. Néhány nappal később az NNI terrorizmus vádjával előállította, majd a bíróság előzetes letartóztatásba helyezte. Budaházy György, védője és támogatói szerint az ellene folyó eljárás sorozatos hatósági és eljárási hibák mellett zajlik, és valószínűsíthetően politikai indíttatású.
A 2010-es parlamenti választások alkalmával – támogatói javaslatára – Budaházyt egyéni jelöltként próbálták indítani Budapest 17. választókörzetében, hogy a jelöltséggel szerzett mentelmi joggal az előzetes letartóztatásból kihozhassák. A kísérlet azonban meghiúsult, mert az aktivisták által összegyűjtött 831 ajánlószelvényből a területi választási bizottság csak 640-et fogadott el szabályosnak, ami nem volt elegendő a jelöltséghez szükséges 750 érvényes ajánlószelvény felmutatásához.

## Műsora a Szent Korona Rádióban
2007. május 2-től vezette a Budaházy című műsort a Szent Korona Rádióban, melyben hagyományőrzőkkel, egy-egy ismertebb nemzeti radikális közszereplővel, vagy más okból figyelmet érdemlő személyekkel beszélgetett. Az ismertebb személyek közül vendége volt már például Kassai Lajos, Toroczkai László, Morvai Krisztina, Gonda László és Wittner Mária is.
A műsor hazafiságról, politikáról, kultúráról és magáról Budaházyról szól Könyv- és programajánlók, illetve hírek kommentálására is sor került. A műsorhoz hozzá lehetett szólni a Szent Korona Rádió oldalán található Társalgóban, amikre minden műsorban reagált.

## Budaházy György ellen indított eljárások
2002-ben a jobboldal által csalás-gyanúsnak nevezett választások eredményének újraszámolását követelő tiltakozások résztvevője volt. A szavazó cédulák megsemmisítésének megakadályozása érdekében 2002. július 4-én többedmagával lezárta az Erzsébet hidat, de ez előtt mindent megpróbált a szavazatok újraszámlálásáért: demonstrációk, beadványok, éhségsztrájk, hiába. Ez ügyben először megbüntették azért, mert társaival tiltott helyen állt meg az autójával, majd közérdekű üzem megzavarásáért 30 nap közmunkára ítélték, amit a Legfelsőbb Bíróság felülvizsgálati eljárásában megerősített.
Meg akarta akadályozni, hogy a Szabadság téren újjáépüljön a szovjet emlékmű. Itt is minden „demokratikus” eszközt bevetettek, mind hiába. Emiatt egy hétvégét fogdán töltött, majd bírósági eljárás indult ellene, melynek végén pénzbüntetésre ítélték.
2003 során a Szabad Magyarországért Mozgalomban kampányolt az EU-ba való belépés ellen. Ennek kapcsán két bírósági eljárás is indult ellene. Először elkobozták a plakátokat, és megvádolták „tiltott önkényuralmi jelkép használatával”, másodszor az volt a baj, hogy a kampányzáró nagygyűlésre EU-NEM feliratú zászlókkal lóháton vonult a városban. Végül mindkét eljárásban felmentették.
2006-ban leverte a Szabadság téri szovjet emlékműről a tiltott önkényuralmi jelképet tartalmazó szovjet címert, ezért 500 000 forint pénzbírsággal sújtották.
Budaházy ellen eljárás indult az alkotmányos rend erőszakos megváltoztatásának előkészülete vádjával is, mivel a 2006 őszétől 2007 tavaszáig tartó bujkálásának idején számos, az akkori hatalmat védő rendőrség ellen küzdő tömeget lelkesítő írást tett közzé. A vádak alól a Fővárosi Bíróság 2009 januárjában felmentette Budaházyt, de az ügyészség fellebbezett, és a Fővárosi Ítélőtábla új elsőfokú tárgyalást rendelt el, amelynek végén 2009. szeptember 16-án egyéves, három évre felfüggesztett szabadságvesztésre ítélték. Az ügyben a Kúria 2012. június 26-án bűncselekmény hiányában felmentő ítéletet hozott. Kónya István tanácselnök szóbeli indoklásában elmondta, hogy Budaházy írásai nem hívtak fel közvetlen erőszakra, csupán ellenállásra, így a bűncselekményt nem lehet megállapítani.
2007 októberében azért kapott 500 000 forintos büntetést, mert a rá kimért lakhelyelhagyási tilalom ellenére kiment a Szabadság térre.
2008. április 11-én elvitték a rendőrök a Clark Ádám térről, és eljárást indítottak ellene, de a bíróság felmentette.
2009. június 17-én – egy tüntetéssel kapcsolatos egyeztetés címén – behívták a Teve utcai rendőrpalotába, ahol a NNI nyomozói elfogták, majd kétrendbeli terrorcselekmény elkövetésének, és szintén kétrendbeli emberölés előkészületének gyanújával őrizetbe vették. Június 19-én 30 napra előzetes letartóztatásba helyezték, és a szombathelyi börtönbe vitték, ahonnan később a váci börtönbe, majd a Budapesti Fegyház és Börtönbe szállították. Egészen 2011. szeptember 30-ig előzetes letartóztatásban volt. Ekkor a bíróság házi őrizetbe helyezte, amelyet később lakhelyelhagyási tilalomra enyhített, végül 2014. június 6-án azt is megszüntette.
A vádak szerint Budaházy az ún. „Magyarok Nyilai” nevű szervezet létrehozója és vezetője, amely néven 2007-2008-ban valakik Molotov-koktélos támadásokat hajtottak végre, kormánypárti közéleti személyiségek ingatlanainál a szabálysértési értékhatárt át nem lépő vagy kisebb károkat okozva, továbbá Csintalan Sándort bántalmazták. 2008-ban lángba borították a Broadway-jegyiroda kirakatát, és két – melegek által kedvelt – szórakozóhelyre is Molotov-koktélt dobtak. Az ügyészség terrorizmussal vádolta.
2016. augusztus 29-én a Fővárosi Törvényszék első fokon – társtettesként elkövetett terrorcselekmény, felbujtóként testi sértés és kényszerítés bűntettében, mindezt bűnszervezetben elkövetve vádpontokban bűnösnek találva – elítélte. Összbüntetésül 13 év fegyházat kapott, melyből feltételesen sem szabadulhat. A büntetés idejébe beleszámítják az előzetesben és házi őrizetben töltött éveket is. Ezzel egyidejűleg – szökés, elrejtőzés veszélye miatt – a bíróság elrendelte házi őrizetbe helyezését. Az ítélet ellen a védelem felmentésért, az ügyészség súlyosbításért fellebbezett. 2016 októberében a kényszerintézkedést a másodfok előzetes letartóztatásra súlyosbította, ahonnan csak 2017 februárjában szabadult. 2018 áprilisában viszont a másodfokú bíróság az elsőfokú ítéletet súlyos megalapozatlanság és egyéb eljárásjogi hibák miatt hatályon kívül helyezte és az elsőfokú bíróságot új eljárás lefolytatására kötelezte, amely 2018 őszén indult el. Ezután Budaházy ismét szabadlábon élt.
2022. március 16-án új elsőfokú ítéletet hozott a Fővárosi Törvényszék az úgynevezett Hunnia-perben. Budaházy Györgyöt tizenhét év fegyházra ítélte, feltételesen sem bocsátható szabadlábra. Az eddig előzetesben, házi őrizetben töltött időt beszámítják. Az ítélethirdetés után Budaházyt letartóztatták.
2022. október 27-én kiengedték a börtönből és házi őrizetbe helyezték.
2023. március 9-én a Fővárosi Ítélőtábla 6 évre enyhítette a szabadságvesztés időtartamát és öt év közügyektől való eltiltással sújtotta Budaházyt. Mérlegelve az időmúlást, a vádlottak társadalomban betöltött szerepét, a terrorcselekmény miatt kiszabható legalacsonyabb büntetést, az úgynevezett törvényi minimumot mérte a terheltekre.
2023. április 27-én Novák Katalin köztársasági elnök végrehajtási kegyelemben részesítette Budaházyt, felfüggesztette a szabadságvesztés letöltését. Budaházy a közügyektől való eltiltás alól nem mentesült.
2023-ban nyilvánosságra került, hogy Budaházy és a Hunnia-per 17 vádlottja felkerült az FBI által kezelt nemzetbiztonsági kockázatot jelentő egyéneket tartalmazó amerikai repüléstilalmi listára.